# Никифоровка (Крым)
Ники́форовка (до 1948 года Эльто́к; укр. Никифорівка, крымскотат. El Toq, Эль Токъ) — исчезнувшее село в Сакском районе Республики Крым (согласно административно-территориальному делению Украины — Автономной Республики Крым), располагавшееся на северо-западе района, у границы с Раздольненским районом, в степном Крыму, примерно в полутора километрах северо-восточнее современного села Шалаши.

### Динамика численности населения
| - 1806 год — 34 чел. - 1864 год — 56 чел. - 1889 год — 69 чел. - 1892 год — 54 чел. | - 1900 год — 79 чел. - 1915 год — 59/18 чел. - 1926 год — 58 чел. - 1939 год — 15 чел. |

## История
Первое документальное упоминание села встречается в Камеральном Описании Крыма… 1784 года, судя по которому, в последний период Крымского ханства Алтон входил в Шейхелский кадылык Козловскаго каймаканства. После присоединения Крыма к России (8) 19 апреля 1783 года, (8) 19 февраля 1784 года, именным указом Екатерины II сенату, на территории бывшего Крымского Ханства была образована Таврическая область и деревня была приписана к Евпаторийскому уезду. После Павловских реформ, с 1796 по 1802 год, входила в Акмечетский уезд Новороссийской губернии. По новому административному делению, после создания 8 (20) октября 1802 года Таврической губернии, Эльток был включён в состав Хоротокиятской волости Евпаторийского уезда.
По Ведомости о волостях и селениях, в Евпаторийском уезде с показанием числа дворов и душ… от 19 апреля 1806 года в деревне Эльток числилось 7 дворов и 34 крымских татарина. На военно-топографической карте генерал-майора Мухина 1817 года в деревне Елток обозначены 5 дворов. После реформы волостного деления 1829 года Эльток, согласно «Ведомости о казённых волостях Таврической губернии 1829 года» отнесли к Аксакал-Меркитской волости (переименованной из Хоротокиятской). На карте 1836 года в деревне 15 дворов, а на карте 1842 года Эльток обозначен условным знаком «малая деревня», то есть, менее 5 дворов.
В 1860-х годах, после земской реформы Александра II, деревню приписали к Чотайской волости. В «Списке населённых мест Таврической губернии по сведениям 1864 года», составленном по результатам VIII ревизии 1864 года, Эльток — владельческая татарская деревня, с 9 дворами, 56 жителями и мечетью при колодцах (на трехверстовой карте 1865—1876 года в деревне Эльток обозначено 14 дворов). В «Памятной книге Таврической губернии 1889 года», по результатам Х ревизии 1887 года, в деревне Эльток числилось 10 дворов и 69 жителей. На верстовой карте 1890 года в Эльтоке обозначено 11 дворов с татарским населением. Согласно «…Памятной книжке Таврической губернии на 1892 год», в деревне Эльток, входившей в Нурельдинский участок, было 54 жителя в 16 домохозяйствах.
Земская реформа 1890-х годов в Евпаторийском уезде прошла после 1892 года, в результате Эльток приписали к Агайской волости.
По «…Памятной книжке Таврической губернии на 1900 год» в деревне Эльток (он же Камбар) числилось 79 жителей в 10 дворах. По Статистическому справочнику Таврической губернии. Ч.II-я. Статистический очерк, выпуск пятый Евпаторийский уезд, 1915 год, в деревне Эльток Агайской волости Евпаторийского уезда числилось 14 дворов с татарским населением в количестве 59 человек приписных жителей и 18 — «посторонних», из которых 43 мужчины и 35 женщин. Жители землёй не владели, в хозяйствах имелось 60 лошадей, 11 коров и 300 голов мелкого скота.
После установления в Крыму Советской власти, по постановлению Крымревкома от 8 января 1921 года № 206 «Об изменении административных границ» была упразднена волостная система и село вошло в состав Евпаторийского района Евпаторийского уезда, а в 1922 году уезды получили название округов. 11 октября 1923 года, согласно постановлению ВЦИК, в административное деление Крымской АССР были внесены изменения, в результате которых округа были отменены и произошло укрупнение районов — территорию округа включили в Евпаторийский район. Согласно Списку населённых пунктов Крымской АССР по Всесоюзной переписи 17 декабря 1926 года, в селе Эльток (татарский), Каймачинского сельсовета Евпаторийского района, числилось 13 дворов, все крестьянские, население составляло 58 человек, все татары. После создания 15 сентября 1931 года Фрайдорфского (переименованного в 1944 году в Новосёловский) еврейского национального района Эльток включили в его состав. По данным всесоюзной переписи населения 1939 года в селе проживало 15 человек.
В 1944 году, после освобождения Крыма от фашистов, согласно Постановлению ГКО № 5859 от 11 мая 1944 года, 18 мая крымские татары были депортированы в Среднюю Азию. С 25 июня 1946 года Эльток в составе Крымской области РСФСР. С 25 июня 1946 года в составе Крымской области РСФСР. Указом Президиума Верховного Совета РСФСР от 18 мая 1948 года, Эльток переименовали в Никифоровку. 25 июля 1953 года Новоселовский район был упразднен и село включили в состав Раздольненского, в состав Воронкинского сельсовета. 26 апреля 1954 года Крымская область была передана из состава РСФСР в состав УССР. Ликвидировано в период с 1960 года, когда ещё числился в составе совета, по 1968 год (согласно справочнику «Крымская область. Административно-территориальное деление на 1 января 1968 года» — с 1954 по 1968 годы).